# Нижний Корсев
Нижний Корсев (осет. Дæллаг Хъорсеу, груз. ქვემო ქორსევი — Квемо-Корсеви) или Корсев — село в Закавказье, расположено в  Дзауском районе Южной Осетии, фактически контролирующей село; согласно юрисдикции Грузии — в Джавском муниципалитете. 
Входит в состав Хслебской сельской администрации в РЮО.

## География
Село расположено в 5 км к западу от райцентра посёлка Дзау и в 4 км к северо-западу от села Хслеб.
В 0,5 км к северу расположено село Верхний Корсев (осет. Уæллаг Хъорсеу, груз. ზემო ქორსევი — Земо-Корсеви), которое по переписи 2015 года не имело постоянного населения.

## Население
В 1987 году в селе Квемо-Корсеви проживало 50 человек. По переписи 2015 года численность населения с. Нижний Корсев составила 42 жителя. 

## Топографические карты
- Лист карты K-38-52 Джава. Масштаб: 1 : 100 000. Состояние местности на 1987 год. Издание 1989 г.